# Lista de senhores de Mayenne
Esta é uma lista dos senhores de Mayenne.

## Primeira Casa de Mayenne[1]
- Aubert de Maine, filho de Gauzlin III, conde de Maine, senhor de Mayenne pelo casamento com Mélissende de Mayenne, filha do  governador de Cotentin;
- Godofredo I (915-980), senhor de Mayenne ;
- Juhel I (940-...), senhor de Mayenne que construíu o Castelo de Mayenne.

## Segunda Casa de Mayenne
No início do século XI, Fulco III de Anjou, na qualidade de senhor feudal de Mayenne, atribuíu a baronia a Hamon de Mayenne, descendente da primeira casa de senhores. Godofredo II era filho de Hamon, que recebera de Fulco III, Conde de Anjou, a propriedade do castelo de Mayenneentre 1014 e [[1040]. 
- Godofredo II (1030-1098), filho de Hamon de Mayenne, citado anteriormente. Barão de Mayenne, senhor de La Chartre-sur-le-Loir;
- Gautier IV (1060/70-1124), sire de Mayenne (1114);
- Juhel II (1087/1110-1161), sire de Mayenne (1120), senhor de Gorron e de Ambrières;
- Godofredo III (1135/1147-1170), sire de Mayenne (1158);
- Juhel III (1163/1168-1220), sire de Mayenne e de Dinan (1172). A sua filha mais nova Margarida (1205-1238/1256) casa com Henrique II de Avaugour (1205-1281), barão de L'Aigle[2].

## Casa de Avaugour
- Alain II de Avaugour (1230/35-ca.1272), filho de Margarida e de Henrique II de Avaugour (citados acima), senhor de Dinan e de Avaugour, barão de Mayenne;
- Henrique III de Avaugour (1260-1301) chamado de Henriot, filho do precedente, conde de Goëlo, senhor de Dinan, de Mayenne e de Avaugour;
- Henrique IV de Avaugour (ca. 1280-1334), filho do precedente, conde de Goëlo, senhor de Avaugour, de Mayenne;
- Joana de Penthièvre (ca. 1324-1384), neta do precedente; duquesa da Bretanha, condessa de Penthièvre e de Goëlo, vicondessa de Limoges, senhora de Mayenne, de Avaugour e de L'Aigle, chamada la Boiteuse, casa com Carlos de Blois em 1337[3], que se segue.

## Casa de Blois
- Carlos de Blois (1319-1364), sire de Guise e de Avesnes e barão de Mayenne (pelo seu casamento) e duque da Bretanha.
- Luís I, Duque de Anjou (1339-1384), conde de Maine e da Provença, rei de Nápoles]]; barão de Mayenne e de Guise como marido de Maria de Blois, filha do precedente.
- Luís II, Duque de Anjou (1377-1417), filho do precedente, conde de Maine e da Provença, rei de Nápoles;
- Luís III, Duque de Anjou (1403-1434), filho do precedente.
- Renato, Duque de Anjou, (1409-1480), duque de Bar e da Lorena, conde de Maine e da Provença e senhor de Guise, rei de Nápoles, irmão do precedente. A sua filha Iolanda de Anjou casa com Frederico II da Lorena, sire de Joinville; o seu filho é Renato II, Duque da Lorena (1451-1508) =ver abaixo= .
- Carlos IV, Conde de Maine (1414-1472), conde de Maine e barão de Mayenne (1441), conde de Guise (1444), irmão do precedente.
- Carlos V, Conde de Maine (1446-1481), duque de Anjou, conde de Guise e da Provença, filho do precedente.

Em 1481, com a morte de Carlos V, conde de Maine e barão de Mayenne, o rei Luís XI de França, seu primo direito, reintegra o ducado de Anjou e os condados de Maine e da Provença no domínio real. Mayenne, incluída no património reintegrado na Coroa, é atribuída ao duque da Lorena, Renato II, neto de Renato I (acima), que a reclamava.

## Casa de Lorena
- 1481-1508: Renato II da Lorena (1451-1508), Conde de Vaudémont, barão de Mayenne, duque da Lorena e de Bar (1480) etc.
- 1508-1550: Cláudio I de Guise (1496-1550), segundo filho do anterior[4], conde de Aumale, barão de Elbeuf, barão (1508) e depois marquês de Mayenne (1544), conde (1520) e depois duque de Guise (1528), sire de Joinville.
- 1550-1563: Francisco, Duque de Guise (1520-1563), filho do precedente
- 1563-1573: Cláudio II de Aumale (1526–1573), irmão do precedente, conde e depois (1547) duque de Aumale, marquês de Mayenne.

- 1573-1611: Carlos de Guise, Duque de Mayenne (1554-1611), irmão do precedente, marquês e depois 1.º duque de Mayenne (1573), conde de Maine, Par de França, almirante de França e Camareiro-mor (em francês:  Grand chambellan) de França[5].
- 1611-1621: Henrique de Mayenne (1578-1621), filho do precedente, 2.º duque de Mayenne e de Aiguillon (1599), marquês de Villars, conde de Maine, de Tende, de Sommerive, Par de França.

## Casa de Gonzaga
- 1621-1631: Carlos III (1609-1631), 3.º duque de Mayenne, duque de Aiguillon, e de Rethel, sobrinho do anterior.
- 1631-1632: Fernando (1610-1632), duque de Mayenne, de Aiguillon, de Nevers, irmão do precedente. Após a sua morte Richelieu inclui o ducado de Aiguillon para a Coroa (e atribuí-o à sua sobrinha em 1638).
- 1632-1654: Charles IV (1629-1665), duque de Mayenne, de Nevers (Carlos IV) e de Rethel (Carlos V), príncipe de Arches (Carlos II) e duque soberano de Mântua e de Monferrato (Carlos II); filho do anterior.

Em 1654, o duque Carlos IV vende o ducado de Mayenne au cardeal Mazarin, bem como os ducados Rethel e de Nevers em 1659.

## Casa Mazarin e descendência femenina
- 1654-1661: Jules Mazarin (1602 † 1661), cardeal, ministro-chefe do rei Luís XIV, duque de Nevers, duque de Rethel (redenominado ducado de Mazarin em 1663);

Casa Mancini
- 1661-1699: Hortênsia Mancini, duquesa de Mazarin e de Mayenne, princesa de Porcien, sobrinha do precedente;

casou em 1661 com Armando Carlos de La Porte (1632-1713), duque de La Meilleraye.
Casa de La Porte de La Meilleraye
- 1699-1731: Paul-Jules de La Porte (1666-1731), de Mayenne e de La Meilleraye, filho dos precedentes;
- 1731-1738: Paul de La Porte (1701 † 1738), duque de Mazarin, de Mayenne e de La Meilleraye, filho do precedente;

Casa de Durfort
- 1738-1781: Luísa Joana de Durfort (1735-1781), duquesa de Mazarin, de Mayenne e de La Meilleraye, neta do precedente;

casou em 1747 Com Luís Maria de Aumont (1732-1799), duque de Aumont.
Casa de Aumont
- 1781-1789: Luísa de Aumont (1759 † 1826), duquesa de Mazarin, de Mayenne e de La Meilleraye, filha da precedente

casou em 1771 com Honorado IV Grimaldi, príncipe do Mônaco (1758-1819)
Atualidade
Enquanto descendente de Luísa de Aumont, o atual príncipe de Mónaco, Alberto II Grimaldi, utiliza entre os seus numerosos títulos o de duque de Mayenne.